# Dioon argenteum
Dioon argenteum T.J.Gregory, J.Chemnick, S.Salas-Morales & Vovides, 2003 è una pianta appartenente alla famiglia delle Zamiaceae, endemica del Messico.

## Descrizione
Il fusto può raggiungere i 3,8 m di altezza, con una circonferenza di circa 30 cm.
Le foglie più giovani, lunghe dagli 80 ai 180 cm, presentano una superficie vellutata di colore argenteo (da cui il nome specifico), in contrasto con il colore più scuro delle foglie vecchie.
I semi sono di colore giallo aranciato e lunghi circa 3 cm.

## Distribuzione e habitat
Questa pianta è diffusa in Messico, nella regione di Oaxaca, ad un'altitudine compresa tra i 1 100 e i 1 600 m.
Cresce su terreni calcarei nelle zone di transizione tra le foreste di querce e pini e le foreste tropicali.

## Conservazione
La IUCN Red List classifica D. argenteum come specie vulnerabile. La principale minaccia per questa specie è la distruzione dell'habitat.